# Konchak
Konchak, död 1318, var storfurstinna av Moskvariket 1317–1318, gift med storfurst Jurij av Moskva.
Hon var dotter till Togrul och sondotter till Mengu-Timur.
Hennes make anklagades av khanen för att ha förgiftat henne, men detta tros inte ha varit sant. 
Konchak figuerar i romanen " The Great Table " av Dmitry Balashov.  